# La Clochette
La Clochette (‘la campanita’) fue una revista católica publicada en Francia a principios del siglo XX.
Es especialmente conocida porque en la pág. 285 de su n.º 12, en diciembre de 1912 publicó por primera vez un poema anónimo Hermosa oración que hacer durante la Misa que se hizo mundialmente conocido, porque fue atribuyó después al santo Francisco de Asís (1182-1228), conocida a Oración de san Francisco. Sin embargo, el texto es la primera publicación conocida de ese poema.